# Calbitz

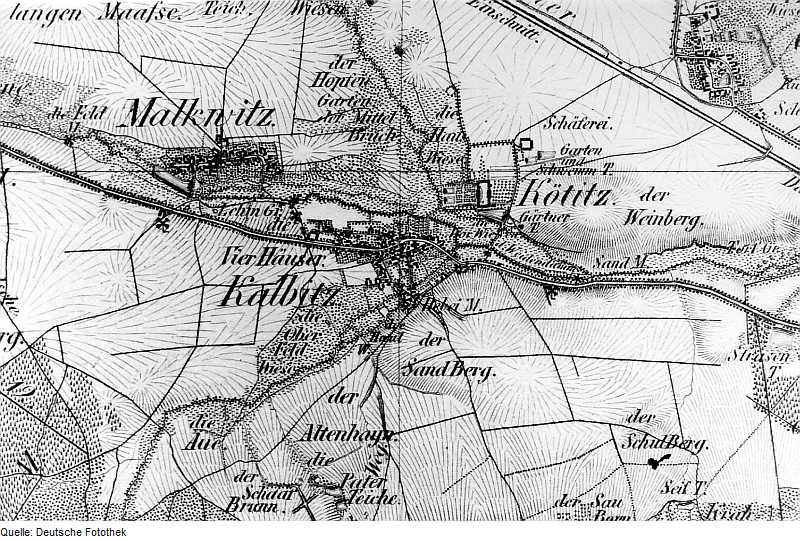
Calbitz 1839/1840

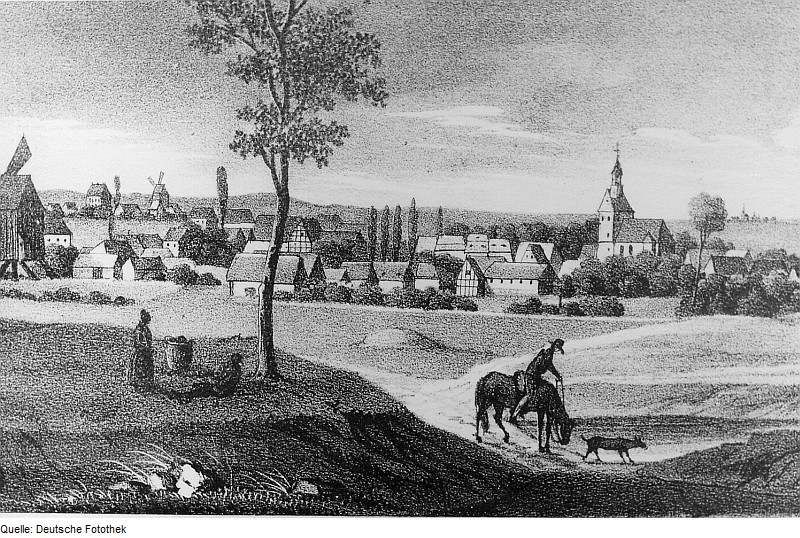
Calbitz um 1840

Das 133,4 ha große Gassengruppendorf Calbitz ist ein Ortsteil der Gemeinde Wermsdorf im Landkreis Nordsachsen in Sachsen. Calbitz liegt an der Bundesstraße 6 zwischen Leipzig und Dresden in der Nähe der Bundesautobahn 14.

## Geschichte
Das Gassengruppendorf Calbitz mit gewannähnlichen Streifen- und Gutsblockfluren wurde 1277 als Kalwitz das erste Mal urkundlich erwähnt. 1350 wurde Calbitz als oppidum erwähnt. Damit hatte Calbitz die Rechte eines Marktfleckens, war aber ab dem 19. Jahrhundert nur noch Dorf. 1552 gehörte Calbitz zur Grundherrschaft des Rittergutes Kötitz. 1607 entvölkerte die Pest das Dorf, nur fünf Ehepaare überlebten die Seuche. 1668 vernichtete eine Feuersbrunst neunundzwanzig Häuser, die Kirche, die Schule und das Pfarramt. Durch Flugfeuer brannte auch das Rittergut Alkötitz ab. 1694 brannte das Rittergut Neukötitz ebenfalls ab. 1831 wütete ein Großbrand, welchem 36 Güter zum Opfer fielen. Im Zweiten Weltkrieg verloren achtundvierzig Calbitzer ihr Leben. 1945 wurde das Rittergut Kötitz enteignet, von den Sowjets und Einheimischen geplündert und gesprengt. Nach 1960 bildete sich die LPG Pionier aus vorher drei einzelnen LPGs, verlor aber ihre Selbstständigkeit mit der Eingemeindung nach Luppa. 1964 wurde ein neues Schulhaus mit zwölf Unterrichtsräumen errichtet, welches 1975 den Namen Friedrich Wolf erhielt. Am 1. Januar 1974 wurde Calbitz nach Luppa eingemeindet, mit welchem es am 1. Januar 1999 nach Wermsdorf kam. 1991 wurden die Ortsdurchfahrt und der ehemalige dreieckige Markt saniert. 1998 wurde ein Gedenkstein für die Opfer des Zweiten Weltkrieges eingeweiht.

### Das Alter von Calbitz
König Heinrich I. gab 926 seinem treuen Ritter, der sich bei der Bezwingung der Wenden in den Ostfeldzügen verdient gemacht hatte, das spätere Altköditz zum Lehen. 984 kam der deutsche König in Böhmen an und wurde vom späteren polnischen Herzog Bolesław Chrobry Wielki ehrenvoll aufgenommen. Um 1003 kam es zum politischen Bruch des deutschen Königs Heinrich II. mit Bolesław. Darauf fiel 1012 Bolesław im damaligen Gau Daleminzi ein und eroberte die neu erbaute Stadt Goloci. Dass Goloci mit dem hiesigen Calbitz gleichzusetzen sei, ist aufgrund der gesicherten Ersterwähnung in immerhin erst 265 Jahren eher unwahrscheinlich. Zu deutlich ist der Siedlungsbezug zum frühen Köditz 86 Jahre zuvor. Hinzu kommt, dass in der slawischen Siedlungsform von Kalwitz keinerlei Spuren einer mittelalterlichen Stadtbefestigung erkennbar sind.

### Verkauf der Mockritzer Marktrechte nach Altmügeln
Um 1542 verpfändete die Gemeinde Mockritz für 500 Gulden ihre Marktrechte an die Gemeinde Calbitz. Als die Calbitzer, die bereits seit 1350 Marktrechte besaßen, ihr Geld zurückverlangten, konnte Mockritz nicht zahlen und so erwarb die verpfändeten Mockritzer Marktrechte die Altmügelner St. Marienkirche. Diese Mischung aus Jahrmarkt und katholischer Wallfahrt wurde bis zum Ende des Zweiten Weltkrieges jährlich am 7. September, am Tage Mariä Geburt als Mügelner Stoppelmarkt bis heute überliefert.

## Ortsnamenformen

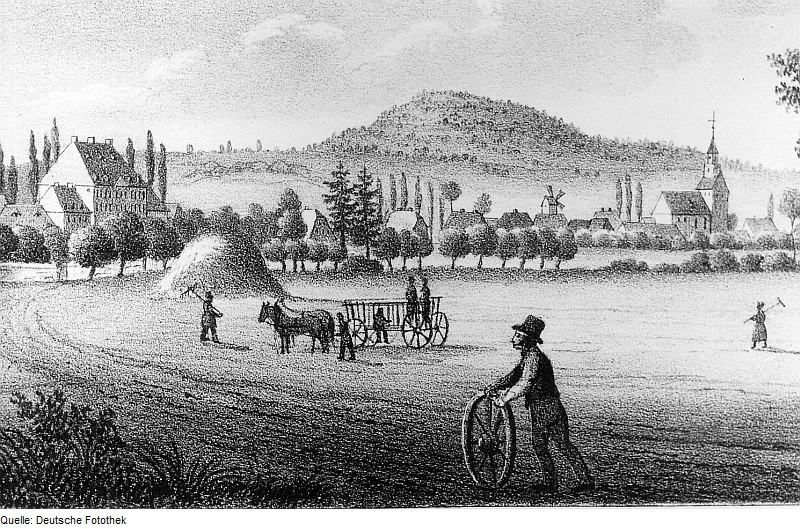
Calbitz 1840

- 1277: Kalwitz
- 1311: Caluiz
- 1350: Kalewicz, Kalwicz
- 1428: Kalewitz
- 1552: Kolbitz
- 1791: Calbitz, Kalbitz

## Namensdeutung
Das Stammwort Cal lässt sich gleichsetzen mit dem Kal, welches im Altslawischen Schlamm, Sumpf bedeutet. Ableitbar ist das Stammwort von Kalina, was im russischen und polnischen Schneeballstrauch, dem Wasserholder bedeutet oder auch von dem niedersorbischen Kaluza für Pfütze. In jeder Interpretation ist der altslawische Gewässerbezug eindeutig.

## Collmnitzbach
Die Quelle des Collmnitzbach ist der Bruchbach, der aus einem Sumpf im Collm, welche der Bruch genannt wird, entspringt. Der zum Collmnitzbach gewordene Bruchbach fließt über Calbitz nach Großböhla, von da nach Wellerswalde und vereinigt sich bei Lampertswalde mit dem Grenzfluss Luppa, welcher Deutsch- von Wendisch-Luppa teilt.

## Wüstungen
Innerhalb der Gemarkung befinden sich wüste Marken: Altenhain, Netthausen und Radebol (Radewall), welche durch die regionalen Zerstörungen der Hussiten verwüstet wurden.

### Entwicklung der Einwohnerzahlen
| Jahr  | Einwohner | Quelle |
| ----- | --------- | ------ |
| 1790: | 325       | [ 9 ]  |
| 1830: | 650       | [ 10 ] |
| 1933: | 771       | [ 11 ] |
| 1939: | 746       | [ 11 ] |
| 1964: | 930       | [ 12 ] |

## Evangelisch-lutherische Kirchgemeinde Calbitz

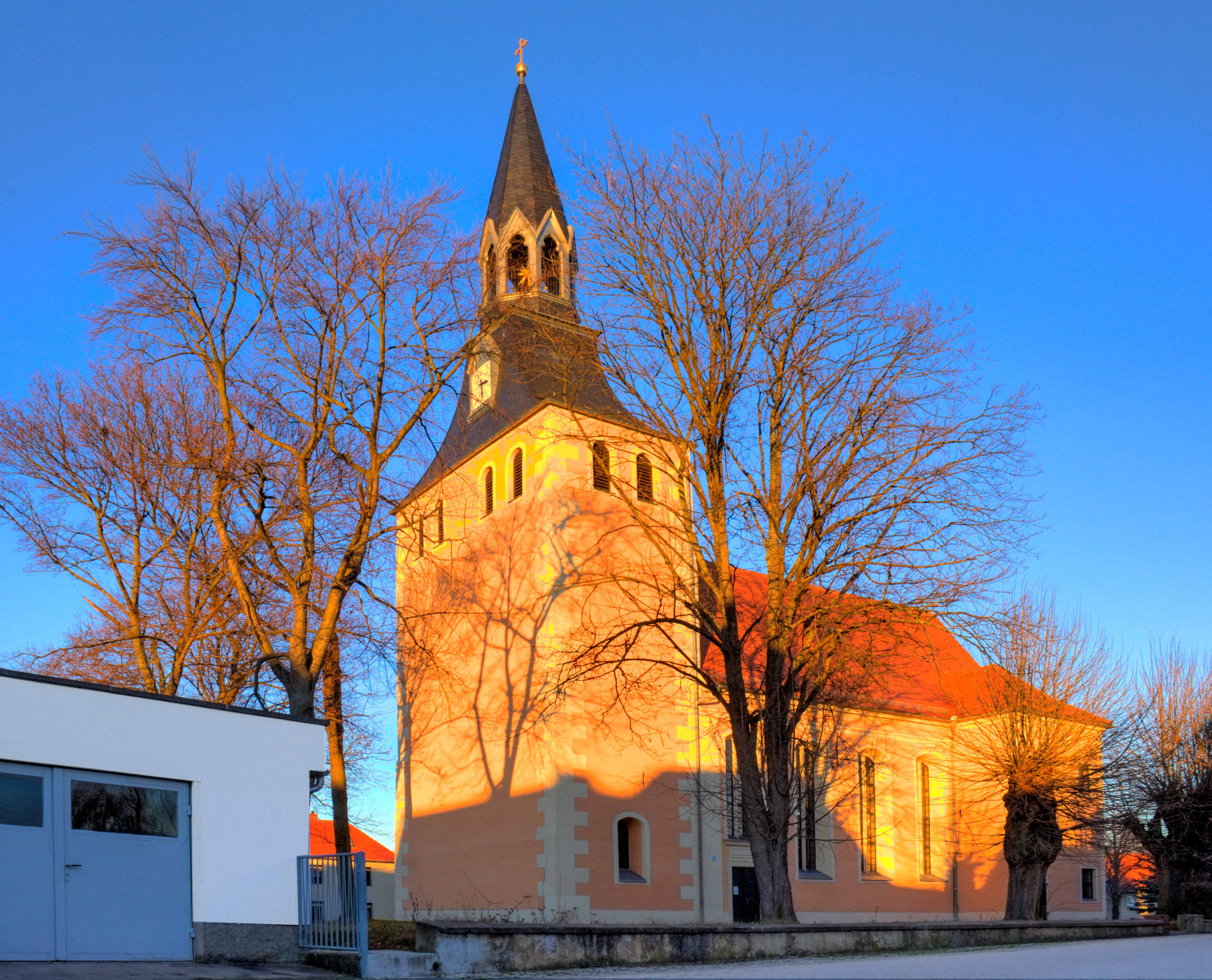
Evangelisch-lutherische Kirche in Calbitz

Bereits 1350 gibt es einen urkundlichen Hinweis auf eine Patronatskirche als ius patronatus ecclesie. Diese Vorgänger-Kirche aus dem 13. Jahrhundert brannte bis auf den breiten Westturm 1668 vollständig ab und wurde durch den Landesbaumeister David Schatz 1724 neu errichtet. 1890 wurde im Inneren der Kirche umgebaut. Der Orgelprospekt wurde erweitert, die Emporen und Decke wurden neu bemalt. Am Altar wurden Vergoldungsarbeiten durchgeführt. 1893 wurde eine Kirchenheizung eingebaut. 1953 wurden die im Zweiten Weltkrieg eingeschmolzenen Glocken ersetzt. 1991 wurde die Kirche nach über zwanzig Jahren Nichtnutzung wieder für die Gemeinde eröffnet. 2011 begann mit Mitteln der Landeskirche und dem ILE-Programm der europäischen Union eine Sanierung für 200.000 Euro. Während der Arbeiten wird der Kirchturm saniert. Die Förderung der Sanierungsarbeiten an der Außenhülle über europäische ILE-Fördermittel erfolgt mit 70 % an der gesamten Investitionssumme.

### Baubeschreibung
Für den romanischen Vorgängerbau sprechen die Abmessungen der gesamten Kirche. Auf den Schlusssteinen der vier Fenster im Kirchenschiff steht die Jahreszahl 1724, die auf den Landesbaumeister Schatz hinweist. Die Fenster des Chores haben an der gleichen Stelle die Buchstaben S. D. G, das bedeutet Soli Deo Gloria. Das Langhaus ist gegen Osten unter der Einbeziehung der ehemaligen romanischen Apsis in einer geschwungenen Linie einbezogen. Das Äußere der Kirche ist einfach verputzt. Am Schiff sind Lisenen mit barockem Stuck-Kapitel, in diesem ist ein Ordenskreuz dargestellt. Die Fenster haben gotische Profile, einen Mittelpfosten und sind im Stichbogen abgeschlossen.

#### Kanzelaltar
Der Kanzelaltar ist Teil einer reichen Barockarchitektur aus Holz und besteht aus vier Korinthischen Säulen unter einem gesprengten Giebel über diesem das hebräische Wort Jehovah im Strahlenkranz und die Taube als Geist Gottes. Das Werk wurde 1890 durch den Architekten Theodor Quentin in Braun und Gold gemalt. Vor der Kanzel steht der Altar, darauf eine Bild von Carl Andreae, Jesus mit Martha und Maria aus dem Jahre 1890.

#### Chor und Schiff
Im Chor sind zwei Verschläge, bei einem lässt sich aus den geschnitzten Platten ein Tauftisch bilden, der gegenüberliegende ist der Abendmahlsitz des Kirchenvaters. An den beiden Seiten des Schiffes sind die Sakristei und die Herrschaftsstube mit Wappen derer von Benkendorf und von Schleinitz, mit Bezug auf die Stifter des Kirchenneubaues Caspar Heinrich von Benckendorf und seine Gemahlin untergebracht. Die Decke ist flach, mit breiter, 1890 bemalter Kehle.

#### Madonna auf der Mondsichel
Die Madonna, auf ihren rechten Arm das Jesuskind haltend, war 1,25 m hoch, geschnitzt und bemalt. Die rechte Hüfte stand stark hervor, in der auf den Leib gelegten Linke waren die Reste eines Lilienstengels zu sehen. Das Gewand war reich gefaltet. Am Fuß war ein kleiner Mond. Die Figur wurde in das letzte Jahrzehnt des 15. Jahrhunderts datiert. Diese Figur war ein bedeutendes Exemplar des Manierismus. Die Figur befand sich bis 1945 im Museum des Königlichen-Sächsischen Altertumsvereins Dresden und verbrannte im Feuersturm des angloamerikanischen Terrorangriffs.

#### Orgel
Die Orgel wurde 1890 von Paul Schmeisser aus Rochlitz erbaut. 2004 wurde sie durch den Orgelrestaurator Johannes Lindner umfassend restauriert und durch den Orgelsachverständigen Andreas Kühn geprüft. Die Kosten für die Restaurierung trug zu neunzig Prozent die Kirchgemeinde Calbitz-Malkwitz.

#### Galerie

Calbitz Kirche – Innenaufnahmen am 1. Juni 2011
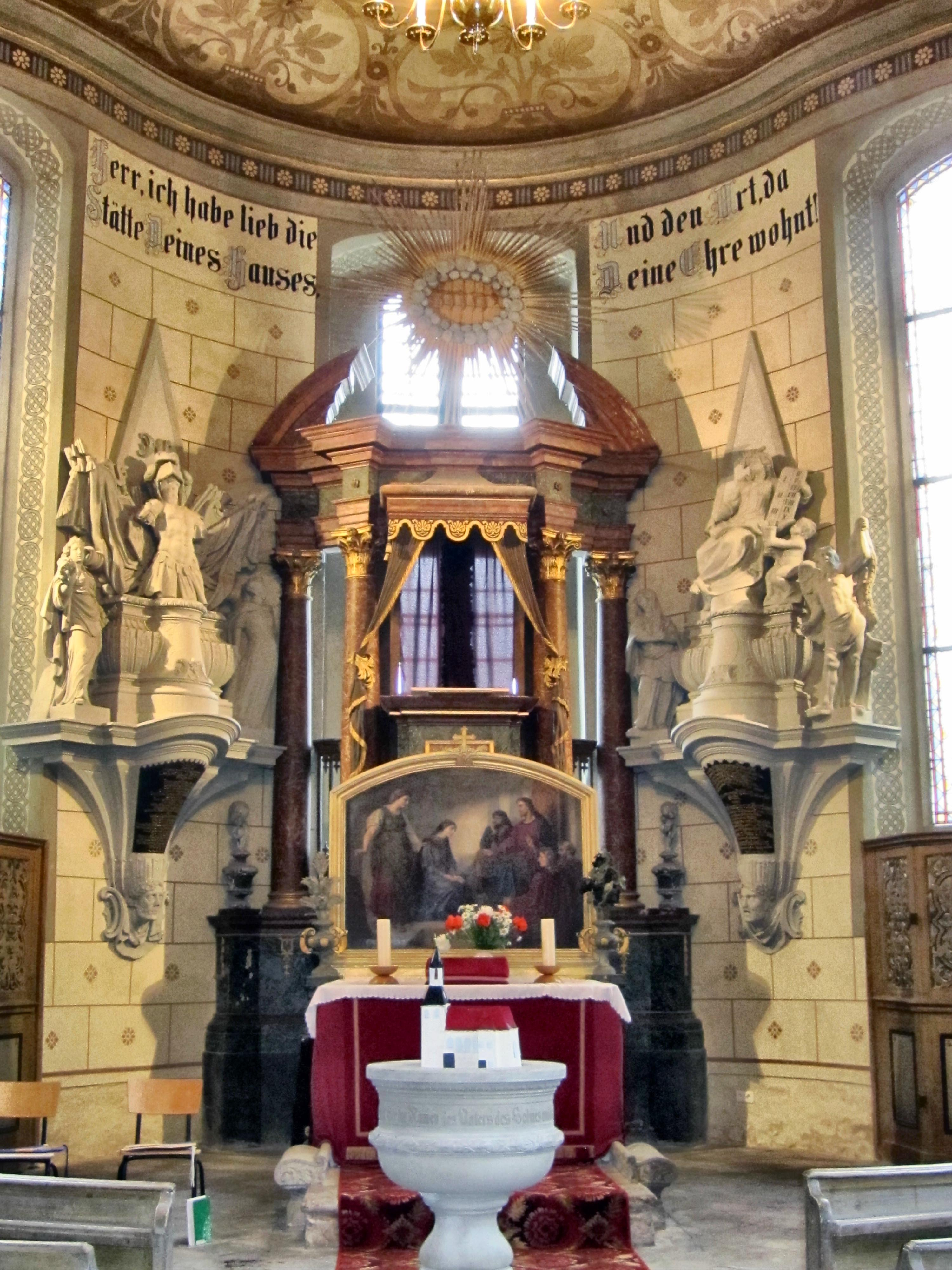
Blick auf den Altar
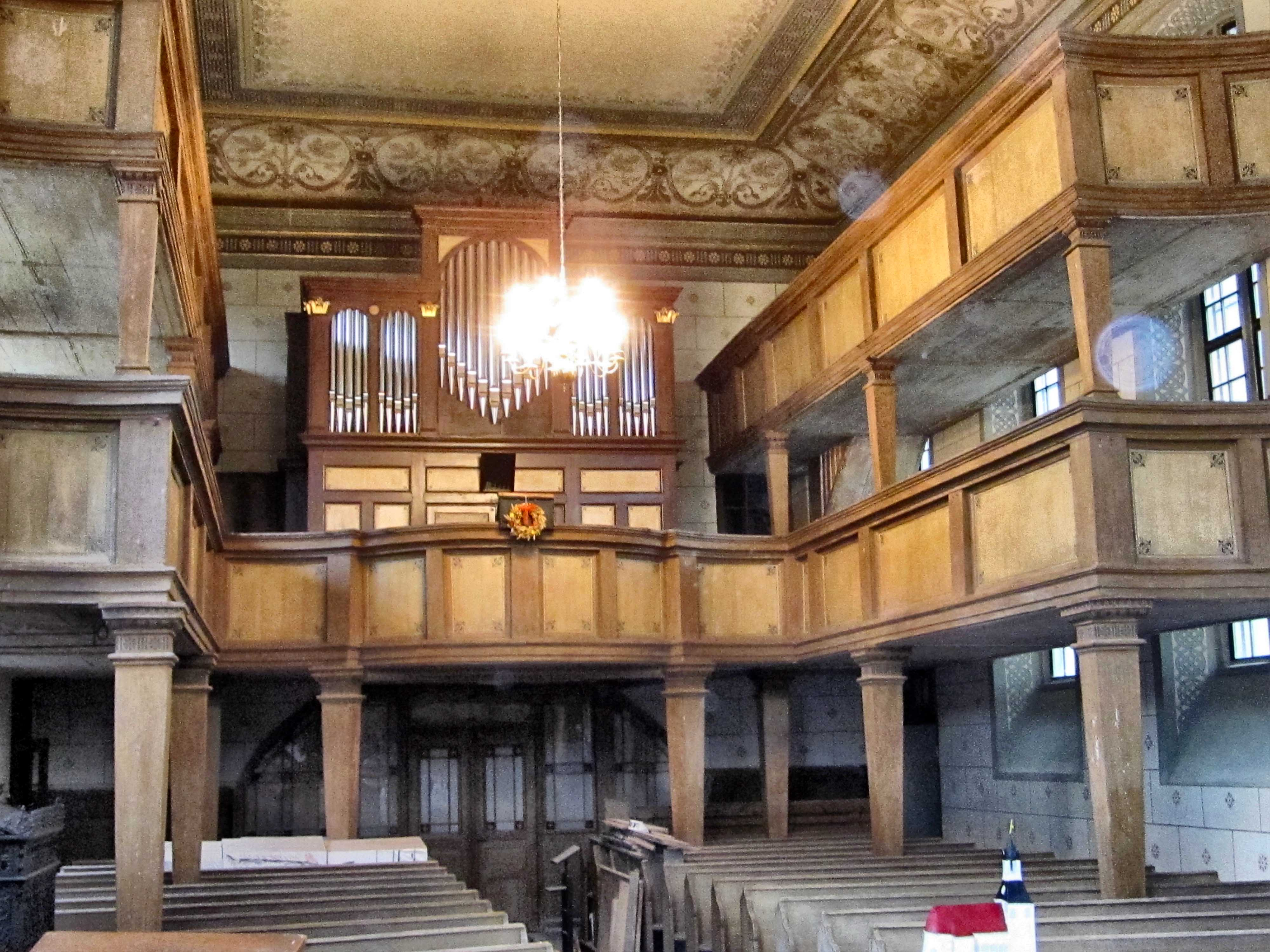
Blick auf Orgel und Schiff
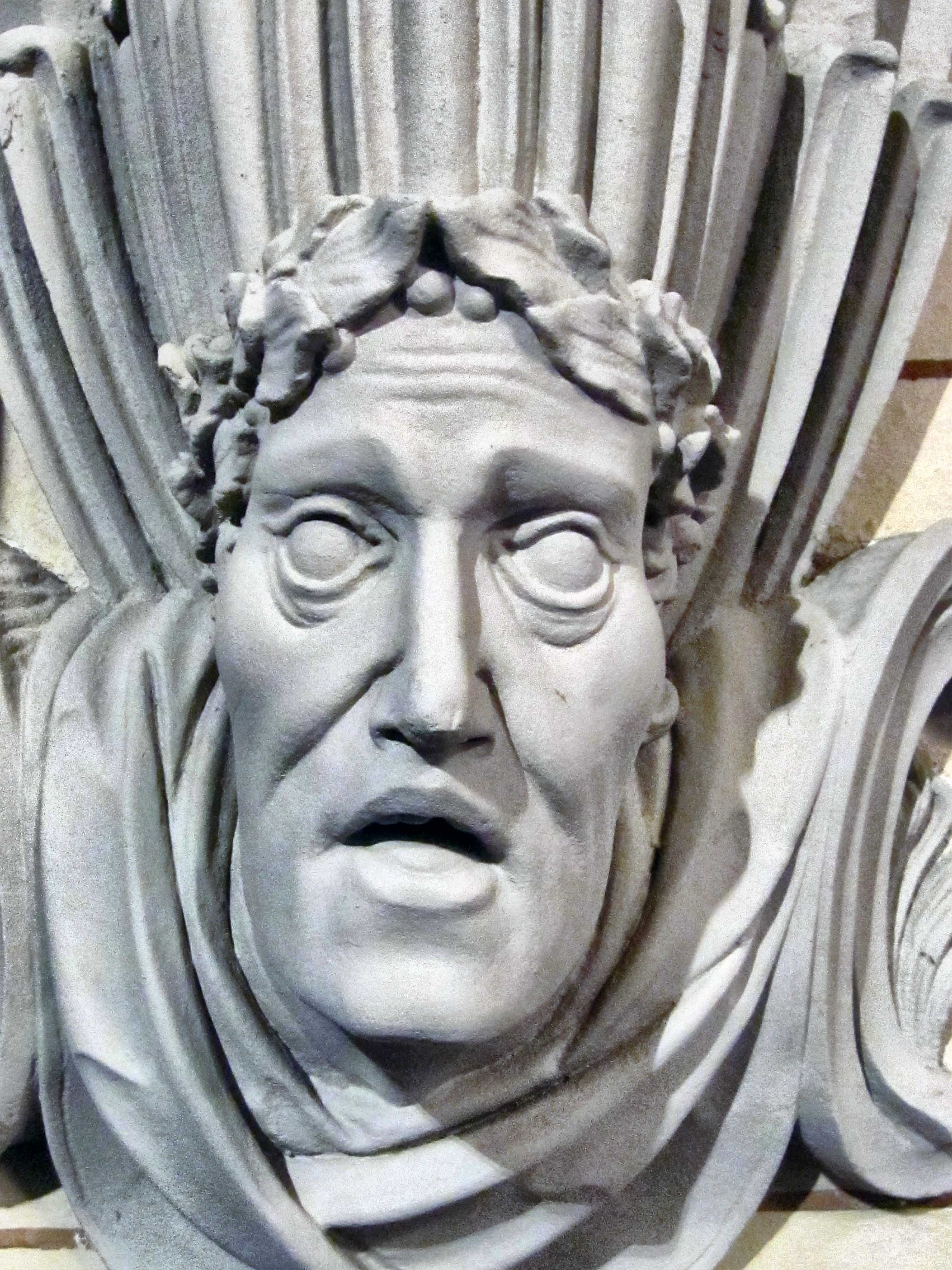
Maske am Denkmal des Caspar Heinrich von Beneckendorf 1750
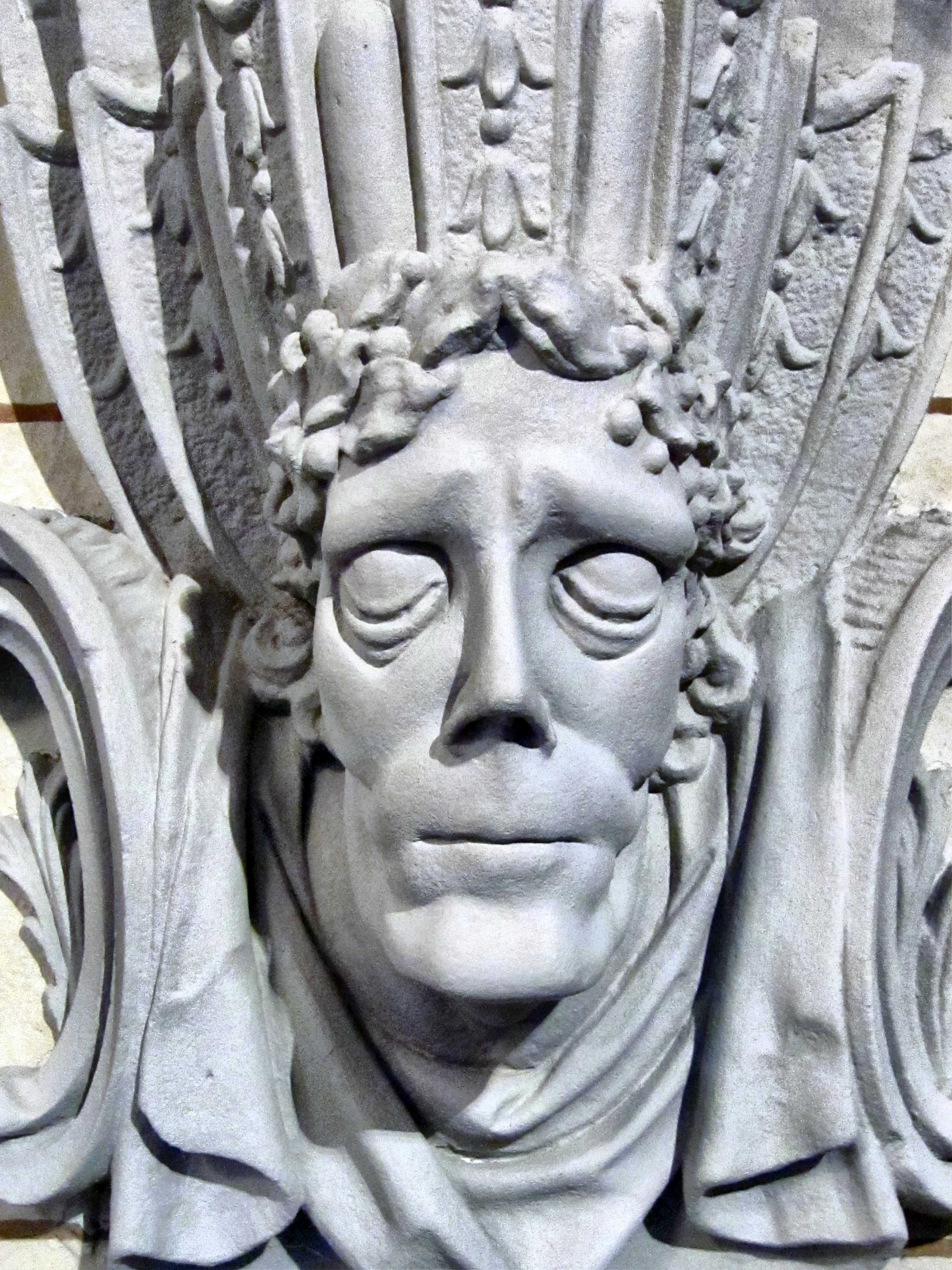
Maske am Denkmal der Ehefrau Eva von Beneckendorff geb. von Schleinitz

## Rittergut Alt- und Neukötitz (Cöditz)

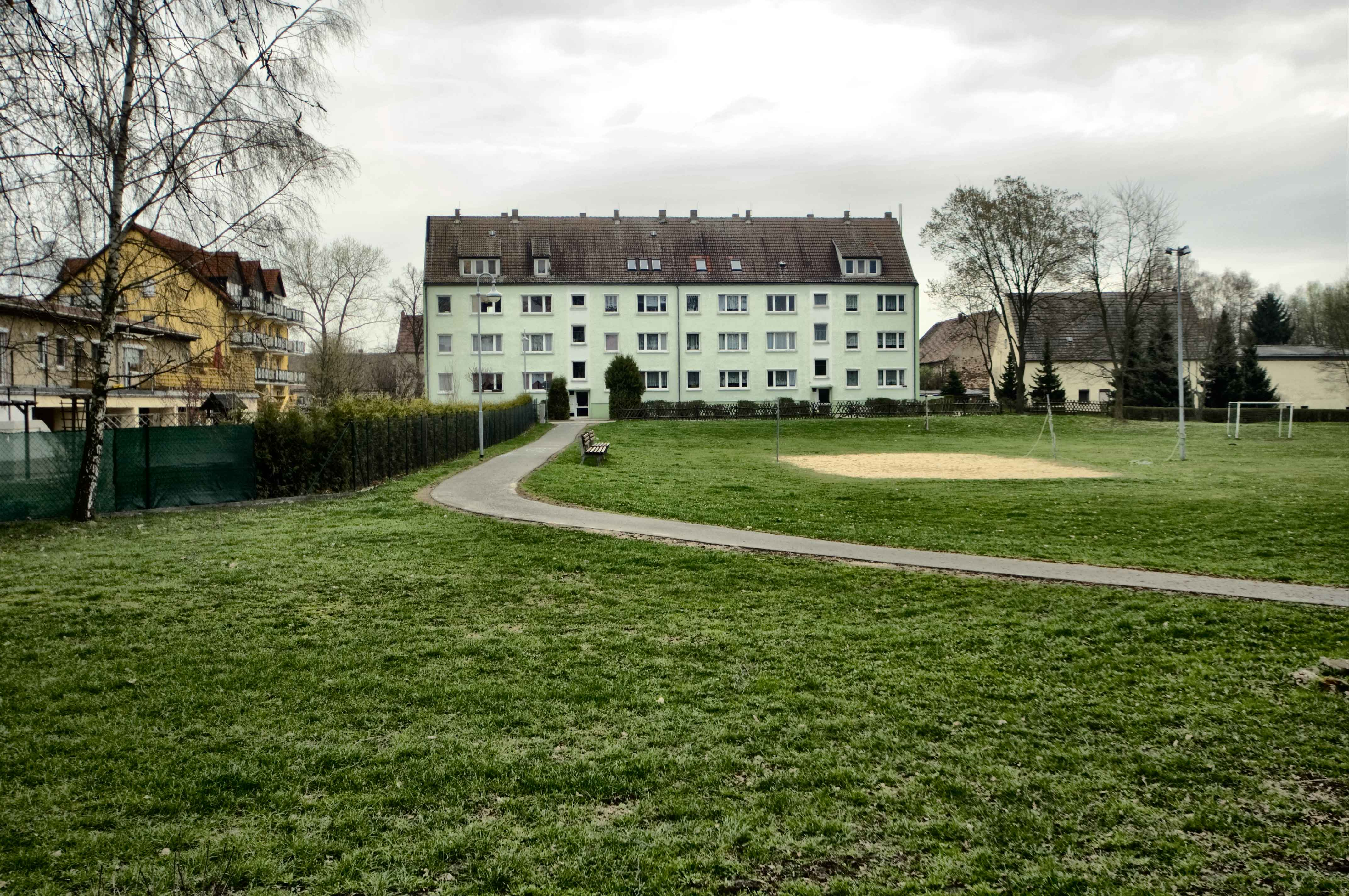
An der Stelle des ehemaligen Rittergutes Köditz wurden Plattenbauten errichtet – Blick aus Richtung Dorf auf die ehemalige Gartenfassade am 6. April 2011

In Kötitz gab es seit dem Mittelalter zwei altschriftsässige Rittergüter. Die Vereinigung dieser als Altkötitz und Neukötitz bezeichneten Güter erfolgte Anfang des 18. Jahrhunderts durch Caspar Heinrich von Beneckendorff. Ihm folgten als Besitzer Hannibal August von Schmerzing, der Hofrat Friedrich Benedict Oertel, die von Ponickau und von Bodenhausen und schließlich die Familie Mettler. Von Letzterer ging die Patrimonialgerichtsbarkeit des Ritterguts über Kötitz, Calbitz und Malkwitz im November 1855 auf das Königliche Landgericht Oschatz über. 1668 brannte das Rittergut Alkötitz und 1694 das Rittergut Neukötitz ab. Das nach 1763 erbaute Rittergut lag zwischen Calbitz und Großböhla. Es war ein Rittergut ohne Dorf, welches zwei Ritterpferde stellen musste. Steuerpflichtig war das Rittergut dem Amt Oschatz unterstellt. Für die Straße nach Oschatz durften die Besitzer einen Zoll erheben, bzw. den Reisenden für die unsicheren Wege einen gebührenpflichtigen Geleitservice anbieten, dafür mussten sie die Straße in ihrer Grundstücksabmessung instand halten. Der Verwaltung des Rittergutes unterstanden Malkwitz (einschließlich der Mühle an der Luppe) und Calbitz.

### Baubeschreibung
Das Schloss war ein kurz nach dem Siebenjährigen Krieg von Samuel Gotthelf Locke gebauter einfacher stattlicher Bau mit drei Geschossenen. Im Mittelrisalit befanden sich die Türe und je ein Fenster und darüber im Stichbogen geschlossen, drei Fenster im Rundbogen. An den weitachsig angeordneten Öffnungen befanden sich einfache profilierte Gewände. Die Fassade hatte eine breite Lisenenarchitektur und darüber Rokokokartuschen als Bekrönung. Im Mittelrisalit des Erdgeschosses befanden sich ein großes Vestibül und dahinter der um zwei Stufen höher liegende Gartensaal. Das Schloss stand in einem englischen Landschaftspark.

### Enteignung und Zerstörung

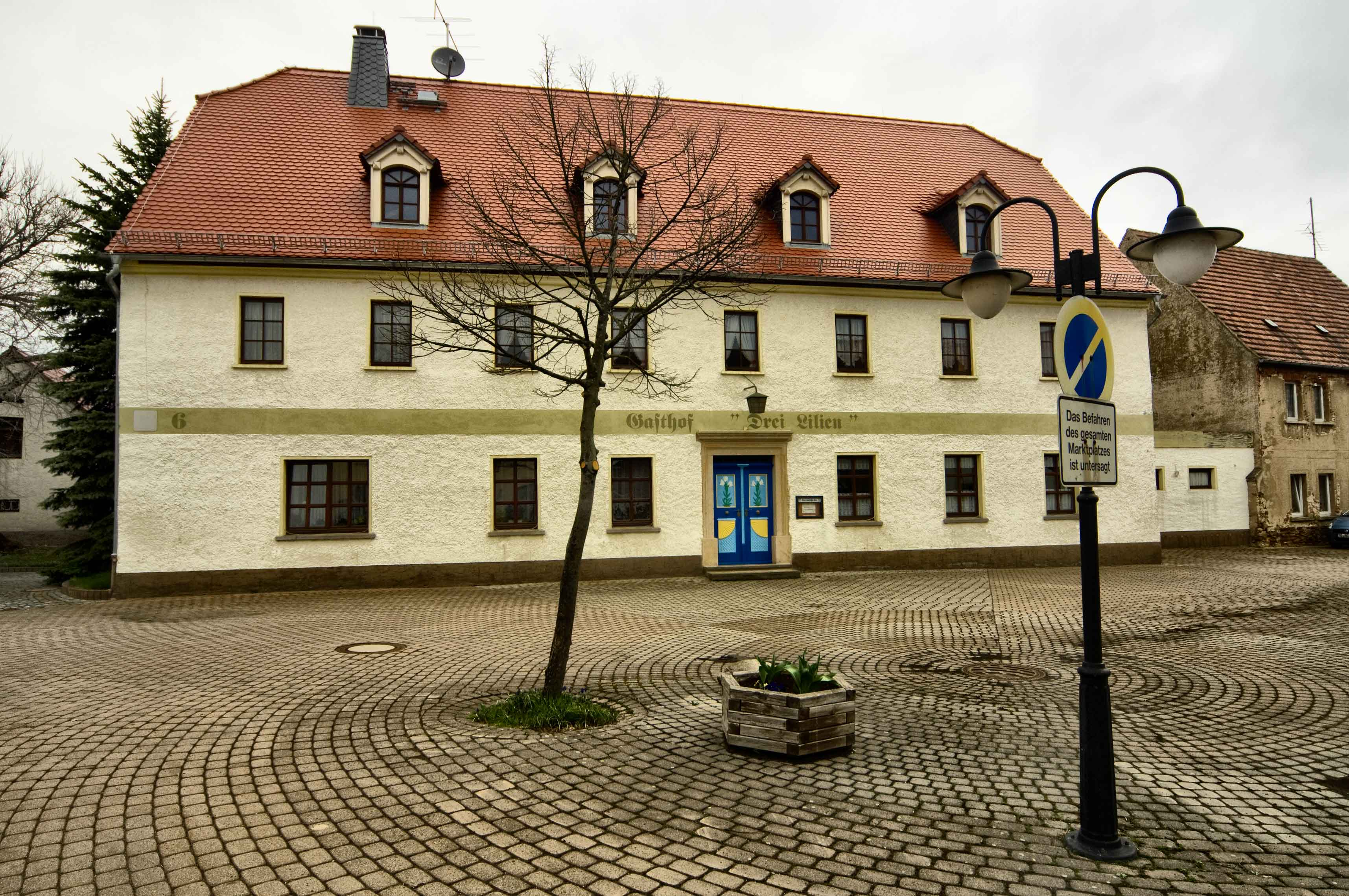
Die ehemalige Poststation – heute Gasthaus Dreililien am 6. April 2011

Der letzte Besitzer war seit 1925 die Familie Wilcke, das Rittergut umfasste 588 ha. Heinrich Wilcke, Offizier a. D. starb bereits am 1. März 1931. Sein Sohn Hellmut Wilcke erwarb die Erbteile seiner Geschwister. Der Mutter blieb die Hälfte des Gutes nebst dem entsprechenden Anteil am Wirtschaftszubehör. Diese Regelung war zur Niederschrift eines Notars getroffen worden, als gegen Ende 1941 die Witwe Wilcke mit ihrem Sohn Hellmut zum Leipziger Notar Rudolf Mothes kamen, um einen Pachtvertrag über ihre Hälfte abzuschließen. Der Pachtvertrag sollte vom 1. Januar 1942 auf zwölf Jahre laufen und sich jeweils um weitere zwölf Jahre verlängern, falls er nicht mit Zwölfmonatsfrist auf den Schluss einer Pachtperiode gekündigt wurde. Erlöschen sollte das Pachtverhältnis mit dem Tode der Frau Wilcke, falls diese ihre Hälfte dem Sohn Hellmut letztwillig zuwenden würde, andernfalls sollte der Tod der Frau Wilcke auf den Bestand des Pachtverhältnisses ohne Einfluss bleiben. Doch dazu kam es nicht mehr. Am 15. September 1945 wurde Kötitz im Zuge der Bodenreform enteignet und geplündert. Die im Ort wegen ihrer Menschenfreundlichkeit und Bodenständigkeit beliebte Familie Wilcke musste das Dorf verlassen. Die neue Sowjetische Militäradministration (SMAD) gab den SMAD-Befehl Nr. 209 heraus, dass alle Möglichkeiten zum Aufbau einer neuen Gesellschaft zu nutzen seien. Schlösser waren der manifestierte Ausdruck der kapitalistischen Ausbeutergesellschaft und mussten als abzutragende Zeugnisse feudaler Unterdrückung zerstört werden. Neben weiteren Schlössern und Herrengüter in der Region wurde 1945 das Schloss Kötitz gesprengt.

## Verkehr
Der durch den Ort laufende Verkehr der Via Regia hat diesen über die Jahrhunderte geprägt. Am 2. April 1704 wurde in Calbitz durch den Leipziger Oberpostmeister Johann Jakob Kees der Jüngere eine Poststation der Postlinie Leipzig–Dresden eingerichtet. Kees der jüngere und der Landesbaumeister David Schatz waren auch in weiteren Bauvorhaben in Leipzig wirtschaftlich verbunden, so dass der Landesbaumeister 1724 zum Kirchenneubau nach Calbitz kam. 1726 wurde die Poststation nach Stauchitz und Wermsdorf verlegt. Noch zu DDR-Zeiten hielt der Linienbus Dresden–Leipzig an der ehemaligen Poststation, heute das Gasthaus Drei Lilien. 2007 wurde eine Wegweisersäule aus der Zeit um 1830 im Zuge von Straßensanierungsarbeiten gefunden, restauriert und an historisch korrekter Stelle im Ortsteil Malkwitz wieder aufgestellt, was auch auf einen 1992 geborgenen Königlich-sächsischen Halbmeilenstein aus der Zeit um 1860 in Form eines Chaussee- bzw. Straßenwärtersteines zwischen Malkwitz und Calbitz zutrifft.

## Freiwillige Feuerwehr
Bereits 1888 gab es die Feuerwehr in Calbitz. Die Freiwillige Feuerwehr umfasst siebzehn aktive Kameraden. Sie besitzt eine Frauengruppe mit fünfzehn Frauen und eine Altersabteilung mit zehn Mitgliedern. Die Feuerwehr ist fester Bestandteil des Gemeindelebens.

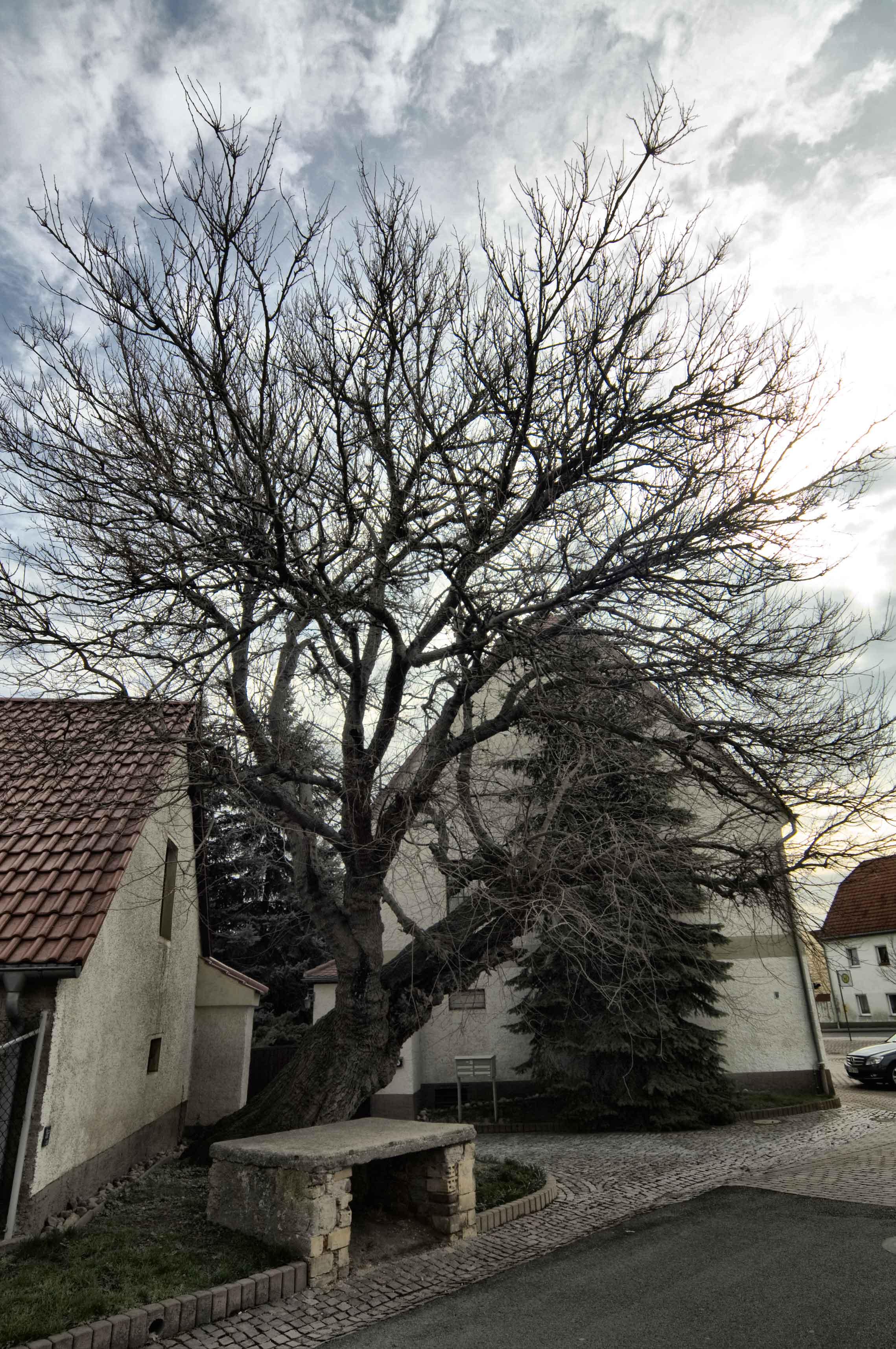
Der Maulbeerbaum zur Erinnerung an die ehemalige Seidenraupenzucht am 6. April 2011

## Wirtschaft

### Seidenraupenzucht Calbitz
Auf dem Marktflecken steht ein alter Maulbeerbaum. Dieser ist ein Hinweis auf die Familie Helfried, welche bis Anfang der 1950er Jahre im Ort eine Seidenraupenzucht betrieben hatte. Maulbeerblätter dienten den Seidenraupen als Nahrungsmittel.

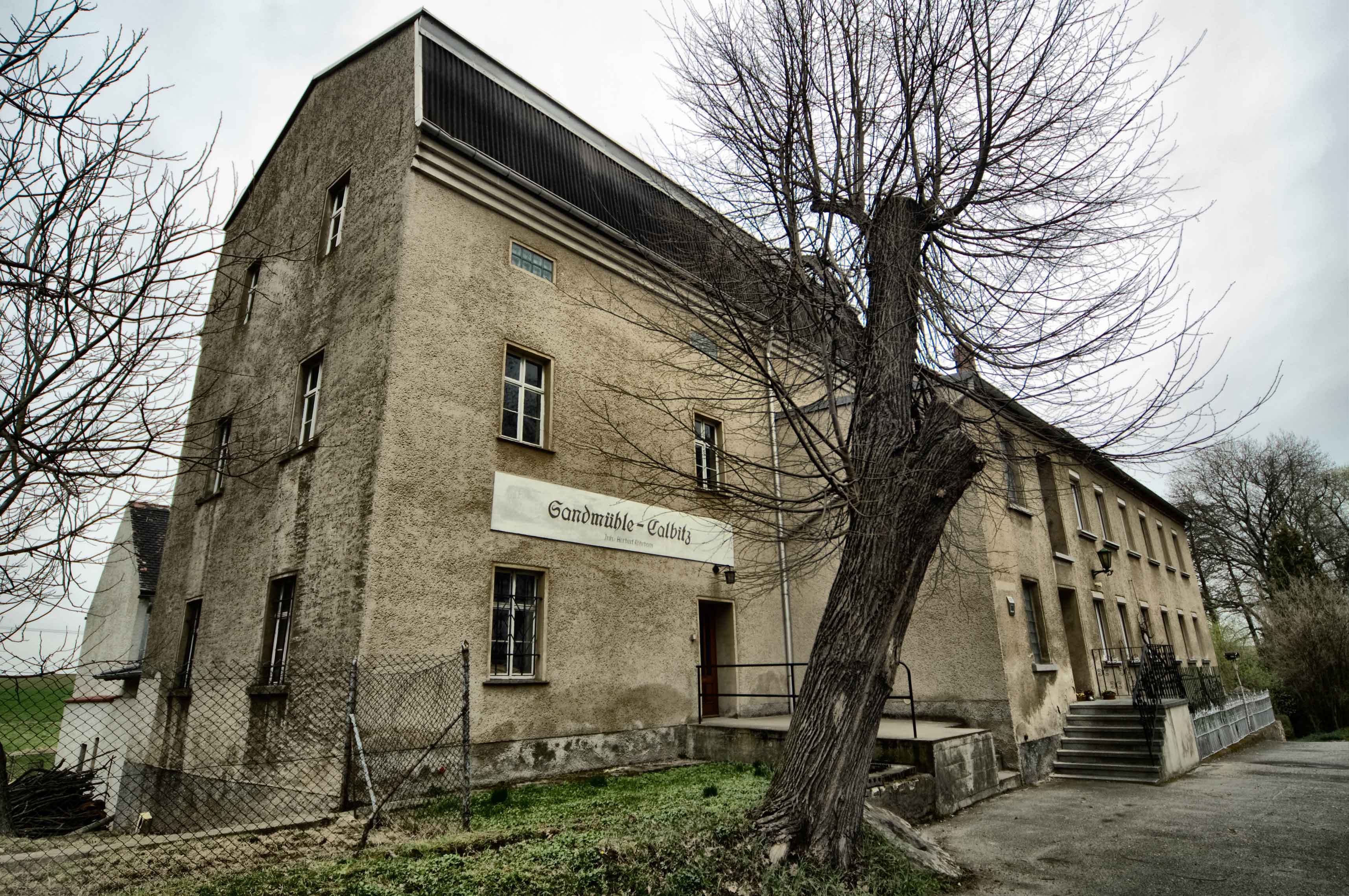
Die Sandmühle – eine Schrotmühle am 6. April 2011

### Sandmühle
Die Sandmühle steht am östlichen Dorfausgang und befindet sich seit 1709 im Besitz der Familie Röhrborn.

## Sehenswürdigkeiten

### Ziegelskulpturenpark
Der Calbitzer Heimatverein sanierte 2006 mit Mitteln der Europäischen und des Regionalmanagements des Sächsischen Zweistromlandes den Rittergutspark und errichtete darin Ziegelskulpturen, wie Aufbruch und Ausguck. Insgesamt 54.100 Euro wurden ohne finanzielle Unterstützung durch die Gemeinde Wermsdorf aus privaten und Spendenmitteln durch den Verein investiert. Auf diese Kunstaktion gab es in der Bevölkerung unterschiedliche Reaktionen. Der Skulpturenpark war immer wieder Ziel von Anschlägen und sinnlosem Vandalismus.

### Die Inspektorkiefer am Weißen Stein
Die Schwarzkiefer wurde 2005 neu gepflanzt. Um den Baum ranken sich mehrere Theorien. Die eine besagt, dass der Baum anlässlich der ersten Weizensaat im 19. Jahrhundert gepflanzt worden sei. Eine andere, dass in der Nähe des Baumes der Rittergutsinspektor einen Selbstmord begangen habe. Die wahrscheinlichere der Theorien ist aber, dass der Rittergutsbesitzer von Kötitz ein derartig beliebter Mensch gewesen war, dass die Einwohner ihm zu Ehren einen Baum gepflanzt haben. Vielleicht war es auch nur eine der bevorzugten Aufenthalts oder Kontrollstellen gewesen, an denen sich der Inspektor des Rittergutes aufgehalten oder von wo aus er die von ihm aufgegebene Arbeit inspizierte, denn das Grundstück gehörte zum Rittergut Köditz.

### Haus des Tischlers Andreas Kolb

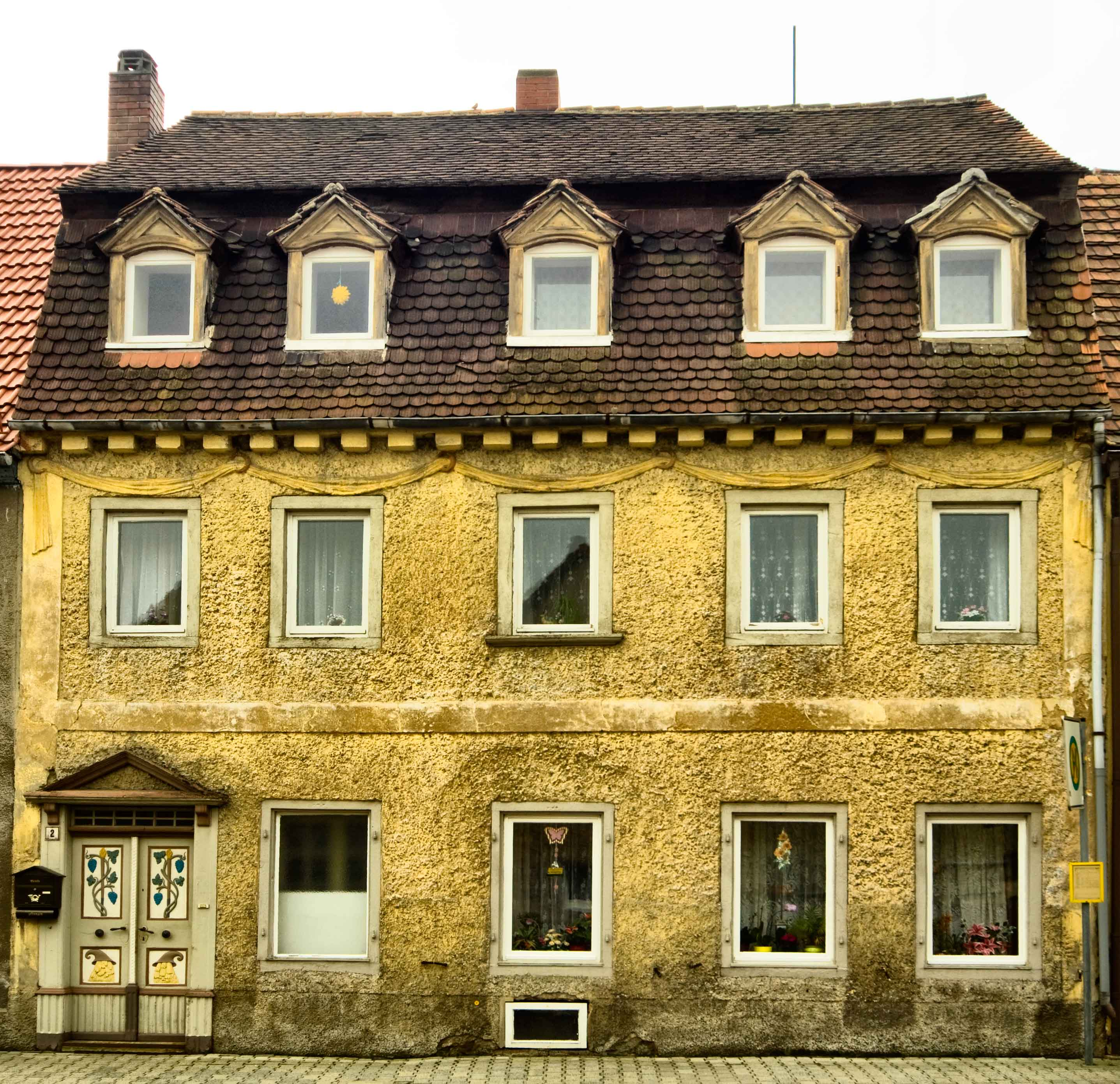
Haus des Tischlers Andreas Kolb frühes 18. Jahrhundert – heute Markt 2

Das Wohnhaus, heute Markt 2 ist in der Straßenfassade mit schwerem Zahnschnitt am Gesims, darunter in Stuck angetragen, ein durch Ringe gezogenes Tuchgehänge gestaltet. Die Wand ist in Spritzbewurf mit geglätteten Lisenen- und Gurtgesims gestaltet. An jedem Flügel der Haustür sind ein Weinstock und ein Füllhorn eingeschnitzt. Es wird vermutet, dass es der gleiche Schreiner war, der die Türen vom Gasthaus Posthaus, heute Drei Lilien gestaltete. Das Haus wird ebenfalls auf das frühe 18. Jahrhundert datiert. Vermutlich ist der Baumeister des Hauses Markt 2 und der Tischler der Türen der ehemaligen Poststation die gleiche Person gewesen.

### Gasthaus Posthaus
Das Gasthaus Posthaus war bis 1726 die 1704 eingerichtete Posthalterei und wurde später umgangssprachlich aufgrund der Schnitzereien an der Tür als Gasthaus zu den Drei Lilien bezeichnet. 1726 wurde die Poststation nach Wermsdorf verlegt. In der Türe ist auf jeder Seite eingeschnitzt eine aufsprießende Lilie zu sehen. Bei einer Untersuchung der Türe durch das Amt für Denkmalpflege wurde dies tatsächlich auf 1800 und älter eingeschätzt.

### Wüstes Schloss Hayn
Das Schloss befindet sich nordwestlich vom Collm und zwar genau dort, wo sich die alten Jagd-Alleen O und G durchschneiden. Siehe hierzu den Artikel Wüstes Schloss Hayn.

## Vereine

### Heimatverein
Seit 2005 ist die Vorsitzende die aus Halle stammende Wirtschaftsberaterin Katrin Heller.

## Persönlichkeiten
- Heinrich Anshelm von Ziegler und Kliphausen (1663–1697), bedeutender Dichter der Barockzeit und Schwiegersohn von Wolf von Lindenau[35]
- Hanns Herrmann Wostromirsky von Rockittnigk (1647–1718), Festungskommandant der Festung Dresden[23]
- Carl Gotthelf Gerlach (1704–1761), Komponist[23]
- Harry Obst (* 1932), Dolmetscher[23]

## Trivia

### Die Calbitzer Ochsentour
1953 fuhren sechs Calbitzer zum Himmelfahrtstag mit einem Pferdewagen und einem Ochsen davor um den Collm herum.